# Challenger de Koblenz 2024
El torneo Koblenz Open 2024,  fue un torneo de tenis perteneció al ATP Challenger Tour 2024 en la categoría Challenger 100. Se trató de la 6ª edición; el torneo tuvo lugar en la ciudad de Koblenz (Alemania), desde el 29 de enero hasta el 4 de febrero de 2024 sobre pista dura bajo techo.

## Jugadores participantes del cuadro de individuales
| Favorito | País                       | Jugador           | Rank1 | Posición en el torneo |
| -------- | -------------------------- | ----------------- | ----- | --------------------- |
| 1        | Bandera de Austria         | Jurij Rodionov    | 111   | CAMPEÓN               |
| 2        | Bandera de Estados Unidos  | Brandon Nakashima | 127   | FINAL                 |
| 3        | Bandera del Reino Unido    | Jan Choinski      | 162   | Baja                  |
| 4        | Bandera de Sudáfrica       | Lloyd Harris      | 167   | Primera ronda         |
| 5        | Bandera de República Checa | Zdeněk Kolář      | 176   | Cuartos de final      |
| 6        | Bandera de Italia          | Mattia Bellucci   | 179   | Primera ronda         |
| 7        | Bandera de Alemania        | Rudolf Molleker   | 192   | Cuartos de final      |
| 8        | Bandera de Italia          | Francesco Passaro | 194   | Baja                  |

- 1 Se ha tomado en cuenta el ranking del 15 de enero de 2024.

### Otros participantes
Los siguientes jugadores recibieron una invitación (wild card), por lo tanto ingresan directamente al cuadro principal (WC):
- Tom Gentzsch
- Max Hans Rehberg
- Henri Squire

Los siguientes jugadores ingresan al cuadro principal tras disputar el cuadro clasificatorio (Q):
- Charles Broom
- Martin Kližan
- Filip Krajinović
- Tristan Lamasine
- Daniel Michalski
- Hazem Naw

## Campeones

### Individual Masculino
- Jurij Rodionov derrotó en la final a  Brandon Nakashima por 6–7(7), 6–1, 6–2

### Dobles Masculino
- Sander Arends /  Sem Verbeek derrotaron en la final a  Jakob Schnaitter /  Mark Wallner por 6–4, 6–2